# Marmosa germana
Marmosa germana — вид південноамериканських ссавців з родини опосумових (Didelphidae). Країни проживання: Колумбія, Еквадор, Перу.

## Середовище існування
Вид зустрічається у вічнозелених тропічних низинних дощових лісах та старіших вторинних лісах. Це частково ліси, що ростуть на чистих піщаних ґрунтах. M. germana іноді співіснує з іншими видами Marmosa, включаючи M. jansae, M. rubra, M. waterhousei, M. rutteri та M. lepida.

## Характеристики
Самці досягають довжини голови й тулуба від 18,5 до 20,5 см, довжини хвоста від 25,5 до 28,2 см та маси від 84 до 150 г. Самиці значно менші, з довжиною голови й тулуба від 15,5 до 18,5 см, довжиною хвоста від 22,5 до 27 см та вагою від 75 до 95 г. Це один із найбільших видів Marmosa. Задні лапи мають довжину від 25 до 32 мм, а вуха — від 24 до 26 мм. Олдфілд Томас, автор першого опису, описує хутро цього Marmosa як помітно коричневіше, ніж у його родичів, які часто мають сіро-коричневий волосяний покрив. Хутро на горлі, грудях і животі сіре. Перші 3 або більше сантиметрів хвоста вкриті волоссям довжиною близько 10 мм, решта — безволосе. Безволоса частина хвоста темно-коричнева. Верхня поверхня задніх лап вкрита коротким світлим волоссям; на передніх лапах це волосся темне і світле лише на кінчиках пальців. Череп великий, морда широка, виличні дуги широкі.

## Статті з теми
- Thomas, O. 1904. Two new mammals from South America. Annals and Magazine of Natural History (7)13(74):142–144
- Voss, R. S., Gutiérrez, E. E., Solari, S., Rossi, R. V., & Jansa, S. A. (2014). Phylogenetic relationships of mouse opossums (Didelphidae, Marmosa) with a revised subgeneric classification and notes on sympatric diversity. American Museum Novitates, 2014(3817), 1–27
- Voss, R. S., Fleck, D. W., & Jansa, S. A. (2019). Mammalian diversity and Matses ethnomammalogy in Amazonian Peru Part 3: Marsupials (Didelphimorphia). Bulletin of the American Museum of Natural History, 2019(432), 1–90
- Voss, R. S., Giarla, T. C., Díaz-Nieto, J. F., & Jansa, S. A. (2020). A revision of the didelphid marsupial genus Marmosa. Part 2, Species of the rapposa group (subgenus Micoureus). Bulletin of the American Museum of Natural History, 439, 1–59
- Voss, R. S. & Giarla, T. C. (2021) A revision of the didelphid Marsupial genus Marmosa Part 3. A new species from Western Amazonia, with the redescription of M. perplexa Anthony, 1922, and M. germana O. Thomas, 1904. American Museum Novitates, 3969, 1–28